# Haidberg (Itzling)
Die Wüstung Haidberg war ein Ort der damaligen Gemeinde Itzling im oberbayerischen Landkreis Freising. Die Einöde lag etwa 500 Meter nordöstlich von Pettenbrunn und 750 Meter westlich der Straße zwischen Freising und Haindlfing.

## Geschichte
Haidberg hatte bei der Volkszählung 1950 sieben Einwohner in einem Wohngebäude und gehörte zur katholischen Pfarrei Haindlfing und der Schule in Haindlfing. Das Anwesen wurde in den 1960er-Jahren devastiert und seine Flächen in den neu geschaffenen Standortübungsplatz Freising integriert.